# Patricia Phelps de Cisneros
Patricia Phelps de Cisneros(Caracas, Venezuela; 17 de noviembre de 1947) es una coleccionista de arte y filántropa venezolana enfocada en arte contemporáneo y modernismo americano de Brasil, Venezuela, y el Río de la Plata, región de Argentina y Uruguay. Desde 1970 Cisneros ha apoyado en materia de educación y artes, especialmente en América. Junto a su esposo, Gustavo Cisneros, creó la Fundación Cisneros con sede en Caracas y Nueva York. En 1990 se instauró la Colección Patricia Phelps de Cisneros, programa de arte principal de la Fundación Cisneros. En 2016, Cisneros donó 102 obras de arte contemporáneo y moderno correspondientes a las décadas de los 40 a los 90 al Museo de Arte Moderno, estableciendo el instituto de investigación Patricia Phelps de Cisneros para el estudio del arte de Iberoamérica en el MoMA (Museo de Arte Moderno).

## Primeros años
Patricia Phelps nació en Venezuela. Su madre fue Miriam Louise Parker y su padre William Walther Phelps, un hombre de negocios. Su bisabuelo paterno fue un notable hombre de negocios y ornitólogo, William Henry Phelps. En 1953, William Henry Phelps y su hijo William Henry Phelps, Jr. comenzaron la primera estación de radio en Venezuela, Radio Caracas Televisión (RCTV), actualmente RCTV Internacional Televisión.
Patricia Phelps obtuvo una licenciatura en Filosofía de la Wheaton College, en Massachusetts, donde estudió la filosofía educativa de Alfred North Whitehead. En 2003, Cisneros fue galardonada con un título honorífico, un título honoris causa en Bellas Artes, de Wheaton College. Fue también candidata de Maestría en Artes en la Escuela Gallatin de la Universidad de Nueva York y recibió un Doctorado Honorario del Centro de Graduados de la Universidad de la Ciudad de Nueva York (CUNY) en 2015.

## Carrera
A sus veinte años, Patricia Phelps se convirtió en fundadora y directora del departamento de idiomas de la Universidad Simón Bolívar, en Caracas. Allí, desarrolló un innovador enfoque audiovisual para enseñar lenguas extranjeras. También trabajó con Acción Internacional y fue colaboradora fundadora de la Asociación Venezolana de Padres y Amigos de Niños Excepcionales (AVEPANE).
A través de la Fundación Cisneros, Patricia y Gustavo Cisneros lanzaron una serie de iniciativas educativas: en Venezuela, un programa de alfabetización, llamado ACUDE, benefició a más de 300.000 ciudadanos, y el Centro Mozarteum otorgó becas a jóvenes para estudiar música clásica. La Fundación Cisneros también creó Cl@se, un canal de televisión educacional que alcanzó a más de dos millones de hogares desde Argentina hasta México; AME, un programa internacional de desarrollo profesional para maestros a través del aprendizaje a distancia; y Piensa en Arte, un modelo metodológico para enseñar habilidades de pensamiento crítico.
De 2014 a 2017, la Fundación Cisneros proveyó desarrollo profesional en Venezuela y República Dominicana con la plataforma en línea Tu Clase, Tu País.

## Colección Patricia Phelps de Cisneros
En los años 70, durante sus viajes por Iberoamérica con su esposo, Cisneros pasó su tiempo visitando a artistas en sus estudios y viendo arte en galerías y museos locales, y comenzó a comprar y a coleccionar obras de arte activamente. Primero fue la recolección de trabajo indígena durante expediciones frecuentes a través de Venezuela, especialmente alrededor del Orinoco en la Cuenca del Río Amazonas.
A medida que creció su colección, Patricia Phelps vio que el arte iberoamericano estaba muy poco representado en la comunidad artística internacional, por lo que la Colección Patricia Phelps de Cisneros (CPPC) se formó en la década de 1990 con el objetivo de aportar visibilidad e impacto a la forma en que la historia del arte iberoamericano es visto y apreciado. Ese esfuerzo ha incluido cuatro vías: un enfoque ambicioso para prestar obras de arte en todo el mundo, trabajar con estudiantes y académicos para aprender más sobre los artistas y sus obras; la creación de un programa de publicaciones para proporcionar información de apoyo sobre los creadores, y los propios artistas.
La CPPC es más conocida por su colección de abstracción geométrica modernista de América Latina y también comprende las tendencias de paisajes iberoamericanos por artistas viajeros en los siglos 17 al 19; muebles y arte de la época colonial; arte contemporáneo, y un importante grupo de piezas y artefactos de los pueblos indígenas de la región amazónica de Venezuela, denominada como colección Orinoco. La misión de la Colección Patricia Phelps de Cisneros es mejorar la apreciación de la diversidad, sofisticación y variedad de arte iberoamericano.
Gradualmente, Cisneros empezó a adquirir ilustraciones abstractas geométricas que habían sido subestimadas. Este hecho se convirtió en una significativa celebración del arte abstracto iberoamericano del siglo XX. Ha aparecido en la lista top de coleccionistas cada año desde 1998. La coleccionista aún presta su acervo a exposiciones e instituciones internacionales desde 1999.
Cisneros acredita su comprensión como coleccionista a su bisabuelo, William H Phelps (que, asimismo, catalogó meticulosamente su colección ornitológica) y ha mencionado que su estética se desarrolló como resultado de haber crecido en la sociedad modernista de Caracas en los años 50 y 60.
Patricia ha mantenido una relación a largo plazo con el Museo de Arte Moderno de Nueva York. La donación de 102 obras de arte iberoamericanas modernas y contemporáneas de los años 40 a los 90 al Museo de Arte Moderno, que establece el Instituto de Investigación Patricia Phelps de Cisneros para el Estudio del Arte de América Latina en el MoMA, se une a la donación anterior de Colección Cisneros por más de 40 obras donadas previamente. El propósito de dicha donación es el de convertirse en un aspecto transformador e impactante sobre cómo el arte iberoamericano es valorado y reconocido globalmente. El regalo incluye obras de  Lygia Clark, Lygia Pape, Jesús Rafael Soto, Alejandro Otero, Tomás Maldonado. Destacan las obras de Willys de Castro, Hélio Oiticica, Juan Mele, Mira Schendel, Raúl Lozza y Gego.
En diciembre del 2018, Patricia donó al Museo Universidad de Navarra, con el que colaboraba desde antes de su inauguración en 2015, 49 obras fotográficas de la CPPC de autores principalmente iberoamericanos de los siglos XX y XXI, entre quienes destacan: Juan Uslé, Roberto Obregón (Colombia-Venezuela, 1946-2003), Héctor Fuenmayor (Venezuela, 1949), Mariana Castillo Deball y Miguel Rio Branco. Las obras se han donado con la petición expresa de que sean estudiadas por los alumnos del Master in Curatorial Studies. Además donó al Museo Nacional Centro de Arte Reina Sofía, 45 obras de artista iberoamericanos, especialmente brasileños y venezolanos, de la década de los 90 y de los primeros años del siglo XXI. Esta aportación enriquece la colección de arte iberoamericano del museo y cumple con la filosofía de la coleccionista que desea “que ningún museo de arte moderno o contemporáneo puede ignorar el arte iberoamericano".

## Vida personal
Patricia Phelps ha estado casada con Gustavo Cisneros desde 1970. Tienen cuatro hijos: Guillermo, Carolina, Andrés Alejandro y Adriana Cisneros, quien es directora ejecutiva y vicepresidente del Grupo Cisneros.